# Salmtal
Salmtal ist eine Ortsgemeinde im Landkreis Bernkastel-Wittlich in Rheinland-Pfalz. Sie ist, gemessen an der Einwohnerzahl, die größte Gemeinde der Verbandsgemeinde Wittlich-Land. Salmtal ist gemäß Landesplanung als Grundzentrum ausgewiesen.

## Geographie
Die Gemeinde liegt in der Südeifel und dort in der Wittlicher Senke im Tal der Salm. Im Norden der Gemeinde erhebt sich der Burgberg, im Westen der Kellerberg.
Östlich von Salmtal verläuft die Bundesautobahn A 1, nördlich die A 60. Salmtal liegt zudem an der Moselstrecke der Eisenbahnlinie Koblenz – Trier.
Die Gemeinde Salmtal gliedert sich in die Ortsteile Dörbach und Salmrohr. Zum Ortsteil Dörbach gehört der Wohnplatz Auf der Huf; zum Ortsteil Salmrohr die Wohnplätze Alter Bahnhof Salmrohr, Birkenhof, Josefshof, Kapellenhof und Tannenhof.
Die Ausweisung neuer Baugebiete seit dem Jahr 2000 führt zum allmählichen zusammenwachsen beider Ortsteile entlang der L 141.
Durch den Ortsteil Dörbach fließt der Bendersbach. Dieser mündet in den Mühlengraben, einen Nebenarm der Salm.
Nachbargemeinden (von Norden aus im Uhrzeigersinn) sind: Altrich, Klausen, Sehlem, Heckenmünster, Dodenburg und Dreis.

## Geschichte
Wenngleich es auf dem Gemeindegebiet römische Siedlungsfunde aus dem 1. und 2. Jahrhundert nach Christus gibt, erfolgte eine erste schriftliche Erwähnung des Ortsnamens Salmrohr als Rore bei Seleheim (vgl. auch Sehlem) erst im Jahre 1007. Im Jahr 1250 wurde der Ortsname Dörbach erstmals schriftlich als Derinbach (dürrer Bach) erwähnt. Gemeint war wohl der ortsprägende heutige Bendersbach.
Ab 1794 standen beide Orte unter französischer Herrschaft, 1815 wurden sie auf dem Wiener Kongress dem Königreich Preußen zugeordnet.
Im Zweiten Weltkrieg war die Eisenbahnlinie und besonders die Eisenbahnbrücke über die Salm Ziel von Luftangriffen. Seit 1999 mussten – verbunden mit Evakuierungen – mindestens fünf Blindgänger aus dieser Zeit vom Kampfmittelräumdienst entschärft werden.
Seit 1946 waren beide Orte Teil des damals neu gebildeten Landes Rheinland-Pfalz. Am 7. Juni 1969 wurde im Zuge einer Gebietsreform aus den Gemeinden Salmrohr und Dörbach die Gemeinde Salmtal gebildet.
Statistik zur Einwohnerentwicklung
Die Entwicklung der Einwohnerzahl von Salmtal bezogen auf das heutige Gemeindegebiet; die Werte von 1871 bis 1987 beruhen auf Volkszählungen:
| Jahr | Einwohner |
| ---- | --------- |
| 1815 | 606       |
| 1835 | 1.006     |
| 1871 | 1.095     |
| 1905 | 1.158     |
| 1939 | 1.370     |

| Jahr | Einwohner |
| ---- | --------- |
| 1950 | 1.478     |
| 1961 | 1.618     |
| 1970 | 1.863     |
| 1987 | 1.952     |
| 2005 | 2.379     |

| Jahr | Einwohner |
| ---- | --------- |
| 2011 | 2.370     |
| 2017 | 2.380     |
| 2023 | 2.511     |

## Religion
Die Einwohner Salmtals sind überwiegend römisch-katholisch geprägt. Die Pfarreiengemeinschaft Salmtal gehört zum Pastoralen Raum Wittlich und bietet den Gläubigen zwei Kirchen sowie drei Kapellen im Gemeindegebiet.

## Politik

### Ortsbürgermeister
Bisherige Ortsbürgermeister der Gemeinde:
- 1964–1969: Karl Bläsius
- 1969–1974: Josef Scheit
- 1974–1979: Jakob Thiel
- 1979–1999: Karl-Heinz Nau
- 1999–2007: Manfred Hower
- 2007–2013: Reinhard Berg
- 2013–2019: Anton Duckart
- 2019–2022: Markus Peter Meyer[7]
- 2023–2025: Dennis Junk[8]
- seit 2025: Guido Eifel

### Wappen
| Wappen von Salmtal | Blasonierung: „Unter goldenem Schildhaupt, darin ein wachsender roter, silberbewehrter Löwe, gespaltener Schild, vorne in Silber ein blauer Anker, hinten Eisenhutfeh in Silber.“ |
| Wappen von Salmtal | Wappenbegründung: Der Ortsteil Salmrohr und ein Teil des Ortsteils Dörbach gehörten ehedem zur Herrschaft der Ritter von Esch. Das Wappen des Ritters Konrad von Esch, 1330, (Unter goldenem Schildhaupt mit Löwen, Grauwerk-Eisenhutfeh) ist vorne ersetzt durch einen blauen Anker, entnommen aus dem Abtswappen Jacobus Otto von Trier, das auf offenem Giebel der Dörbacher Mühle, früher Gutshof Mühle des ehem. Augustiner-Chorherren-Klosters Klausen abgebildet ist. Das Wappen wurde am 3. Januar 1980 von der Bezirksregierung Trier genehmigt. |

## Kultur und Sehenswürdigkeiten

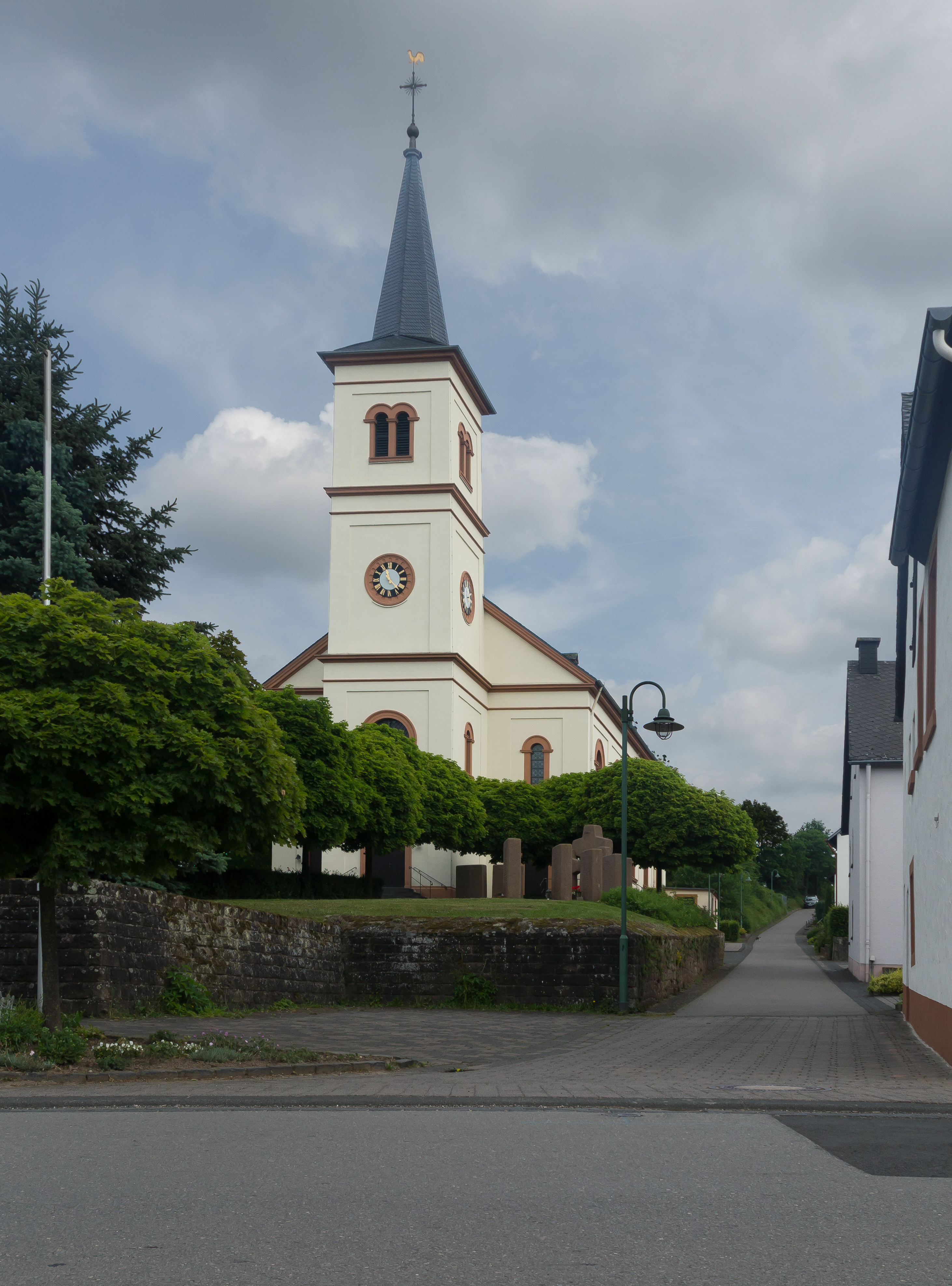
Katholische Pfarrkirche Sankt Martin

### Bauwerke
Im Ortsteil Dörbach gibt es zehn Kulturdenkmäler darunter die
- Filialkirche St. Gangolf: Sie wurde 1897 erbaut und nach dem Zweiten Weltkrieg nach Süden erweitert.[10]
- Dörbacher Mühle: ein Komplex aus mehreren ehemaligen Mühlen in der Straße Am Bendersbach

In Salmrohr gibt es elf Kulturdenkmäler darunter die
- Pfarrkirche St. Martin: Sie wurde 1839 errichtet.
- Salmrohrer Mühle: Die ehemalige Mühle in der Mühlenstraße 5 ist ein Krüppelwalmdachbau mit hölzernem Mühlrad aus der 1. Hälfte des 19. Jahrhunderts.
- St.-Wendelinus-Kapelle: Die Kapelle oberhalb der Ortslage ist ein Putzbau mit einer Nischenskulptur.

### Vereine
In Salmtal haben sich im Laufe der Jahre etwa 30 Vereine gegründet. Salmtal wurde bundesweit bekannt durch den Fußballclub FSV Salmrohr, der in der Saison 1986/1987 in der 2. Bundesliga spielte.
Die alte Volksschule im Ortsteil Dörbach wird nach umfangreichen Sanierungsarbeiten von vielen Vereinen für ihre Aktivitäten genutzt.
Eine besondere Bedeutung hat die Freiwillige Feuerwehr Salmtal, da sie nicht nur Aufgaben in der Gemeinde abdeckt, sondern auch für Hilfs- und Rettungseinsätze auf den Bundesautobahnen A 1 und A 60 zuständig ist.

### Sonstiges
Sehenswert ist auch die Sauerquelle im Hexengraben, im Wald westlich des Ortsteils Dörbach.

## Infrastruktur

### Verkehr
Salmtal wird von der Landesstraße 141 (Wittlich–Hetzerath) durchzogen. Durch den Ortsteil Salmrohr verläuft zudem die L 50 (Dreis–Klausen). An das Bundesautobahnnetz ist Salmtal über die Anschlussstelle (AS) Salmtal (A 1) und die AS Wittlich-West (A 60) angebunden.
Salmtal befindet sich im Bereich des Verkehrsverbund Region Trier. Es werden Verbindungen nach Wittlich, Heidweiler, Zemmer und Schweich angeboten. In den Morgenstunden gibt es Verbindungen bis nach Trier.
Der Bahnhof von Salmtal steht an der Moselstrecke. 2003 wurde der zentrale und barrierefreie Bahnhaltepunkt Salmtal eröffnet. Der alte Bahnhof im Nordwesten des Ortsteils Salmrohr wurde zurückgebaut und wird nicht mehr angefahren.
Salmtal wird von drei Regionalbahnlinien bedient.
| Linie | Bezeichnung     | Linienverlauf                                                                                      | Taktfrequenz  |
| ----- | --------------- | -------------------------------------------------------------------------------------------------- | ------------- |
| RB 81 | Moseltal-Bahn   | Koblenz – Cochem – Bullay – Wittlich – Salmtal – Schweich – Trier                                  | 60 min        |
| RB 82 | Elbling-Express | (Wittlich – Salmtal –) Trier – Konz Mitte – Wellen – Perl                                          | einzelne Züge |
| RB 83 | De-Lux-Bahn     | Wittlich – Salmtal – Schweich – Trier – Kreuz Konz – Wasserbillig – Sandweiler-Contern – Luxemburg | 60 min Mo–Sa  |

Von Wittlich Hauptbahnhof können auch RE-Verbindungen erreicht werden.
Salmtal liegt am Salm-Radweg von Dreis nach Klüsserath.

### Medizinische Versorgung
In Salmtal gibt es einen Allgemeinmediziner sowie einen Zahnarzt. Auch eine Apotheke ist im Ort ansässig. Überregionale sowie Intensiv-Versorgung bietet das Verbundkrankenhaus Bernkastel-Wittlich in der nahe gelegenen Kreisstadt Wittlich.
Das Seniorenhaus „Zur Buche“ bietet verschiedene Pflege- und Betreuungsangebote an.

### Bildung
In Salmtal gibt es eine Grundschule im Ortsteil Salmrohr. In den Salmauen zwischen beiden Ortsteilen befinden sich im Schulzentrum eine integrierte Gesamtschule und eine Realschule plus. Auch der Kindergarten ist dort angesiedelt.
In der Kreisstadt Wittlich (9 km) finden sich weitere Schulen und Gymnasien.
Auf dem Gelände der ehemaligen Volksschule in Dörbach befindet sich eine stationäre Jugendverkehrsschule des Kreises. Diese wird von der Polizeiinspektion Wittlich betrieben und betreut 20 Grund- sowie zwei Förderschulen.
Die Volkshochschule Wittlich-Land nutzt Räume im Schulzentrum für Teile ihres Kursangebotes.

### Medien
Der Trierische Volksfreund ist eine regionale Tageszeitung und berichtet über Ereignisse in Salmtal. Als Mitteilungsblatt der Verbandsgemeinde sowie der Gemeinden wird einmal wöchentlich Das Rathaus kostenlos an alle Haushalte verteilt.

### Sport
Die Fußballvereine FSV Salmrohr und Eintracht Dörbach unterhalten in den jeweiligen Ortsteilen jeweils einen Kunstrasenplatz. Zudem steht im Salmtalstadion ein Rasenplatz für Liga-Spiele sowie Schulsport zur Verfügung.
Der TC Salmtal betreibt am Schulzentrum zwei Tennisplätze.
Die Turnhalle der Integrierten Gesamtschule steht außerhalb der Schulzeit auch Vereinen aus Salmtal und den Nachbargemeinden zur Verfügung.